# Cotentin (Schiff)
Die Cotentin ist eine Ro-Pax-Fähre der französischen Reederei Brittany Ferries.

## Geschichte
Das Schiff wurde als Cotentin unter der Baunummer 1357 auf der Werft Aker Yards in Helsinki für Brittany Ferries gebaut. Der Bauvertrag wurde am 2. August 2005 geschlossen. Der Stapellauf des Schiffes fand am 13. April 2007 statt. Die Fertigstellung des Schiffes erfolgte am 9. November 2007. Das Schiff erreichte Cherbourg am 14. November 2007, wo es am 26. November getauft wurde. Der Bau des Schiffes kostete rund 80 Mio. Euro.
Das Schiff wurde von Brittany Ferries auf der Strecke von Poole nach Cherbourg eingesetzt. Es ersetzte dort die Coutances. Am Wochenende verkehrte die Fähre von Poole nach Santander. Lkw-Fahrer konnten so das Wochenendfahrverbot im Frankreich umgehen.
2013 wurde das Schiff an die Stena Line verchartert, die es unter die Flagge des Vereinigten Königreichs brachte und als Stena Baltica auf der Strecke zwischen Karlskrona und Gdynia einsetzte. Das Schiff ersetzte dort die Stena Alegra. Der Chartervertrag endete 2020. Daraufhin wurde das Schiff an Brittany Ferries zurückgegeben und erhielt wieder den Namen Cotentin.
Das Schiff ist nach der französischen Halbinsel in der Normandie benannt. Es fährt unter der Flagge Frankreichs mit Heimathafen Cherbourg.

## Technische Daten und Ausstattung
Das Schiff wird von zwei Viertakt-Zwölfzylinder-Dieselmotoren des Herstellers Caterpillar (Typ: MaK 12M43C) mit jeweils 12.000 kW Leistung angetrieben. Die Motoren wirken über Getriebe auf zwei Verstellpropeller. Die Reisegeschwindigkeit des Schiffes beträgt 23 kn. Das Schiff ist mit zwei Bugstrahlrudern mit jeweils 1.200 kW Leistung ausgestattet.
Für die Stromerzeugung stehen zwei von den Hauptmaschinen angetriebene Leroy-Somer-Generatoren mit 1.400 kW Leistung (1.750 kVA Scheinleistung) und zwei von Wärtsilä-Dieselmotoren (Typ: 8L20C) angetriebene Leroy-Somer-Generatoren mit jeweils 1.386 kW (1.732 kVA Scheinleistung) zur Verfügung. Weiterhin wurde ein Notgenerator mit 720 kW Leistung (900 kVA Scheinleistung) verbaut.
Die Ro-Ro-Decks sind über eine Bugrampe hinter einer seitlich öffnenden Bugklappe und eine Heckrampe zugänglich und durch Rampen an Bord miteinander verbunden. Auf der Back befindet sich zusätzlich eine feste Rampe für die Be- und Entladung. Ein Schott verschließt das dahinterliegende, obere Ro-Ro-Deck. Durch die Nutzung von landseitigen Rampen lässt sich das obere Ro-Ro-Deck gleichzeitig mit dem durch Bug- und Heckrampe bedienten Ro-Ro-Deck be- und entladen. Auf dem Schiff stehen 2.188 Spurmeter zur Verfügung, auf denen 120 Lkw Platz finden. Die lichte Höhe auf den Ro-Ro-Decks beträgt 5,20 m.
Die Decksaufbauten befinden sich im vorderen Bereich des Schiffes. Sie überbauen das obere Ro-Ro-Deck, das hinter den Decksaufbauten nach oben offen ist. Der überbaute Teil des Ro-Ro-Decks lässt sich verschließen.
Das Schiff verfügt über 120 Passagierkabinen, die überwiegend als Zweibettkabinen ausgelegt sind. Insgesamt stehen 216 Betten zur Verfügung. Die Passagierkapazität des Schiffes wurde von Brittany Ferries mit 203 Personen angegeben. Stena Line vermarktete das Schiff mit einer Passagierkapazität von 210 Personen. An Bord stehen unter anderem ein Selbstbedienungsrestaurant und eine Bar zur Verfügung.
Der Rumpf des Schiffes ist eisverstärkt (Eisklasse 1B).